# Rahmat Adianto
Rahmat Adianto (* 12. April 1990 in Jakarta) ist ein indonesischer Badmintonspieler.

## Karriere
Rahmat Adianto wurde 2010 Zweiter im Herrendoppel bei den Indonesia International und den Malaysia International. 2011 siegte er mit neuem Partner bei der indonesischen Meisterschaft im Doppel. Bei den Indonesia International und den Malaysia International 2011 verschlechterte er sich im Vergleich zum Vorjahr um sieben bzw. drei Plätze.

## Sportliche Erfolge
| Saison | Veranstaltung              | Disziplin    | Platz | Name                             |
| ------ | -------------------------- | ------------ | ----- | -------------------------------- |
| 2010   | Indonesia International    | Herrendoppel | 2     | Andrei Adistia / Rahmat Adianto  |
| 2010   | Malaysia International     | Herrendoppel | 2     | Andrei Adistia / Rahmat Adianto  |
| 2011   | Indonesische Meisterschaft | Herrendoppel | 1     | Berry Angriawan / Rahmat Adianto |
| 2011   | Indonesia International    | Herrendoppel | 9     | Berry Angriawan / Rahmat Adianto |
| 2011   | Malaysia International     | Herrendoppel | 5     | Berry Angriawan / Rahmat Adianto |